# 三ツ城古墳

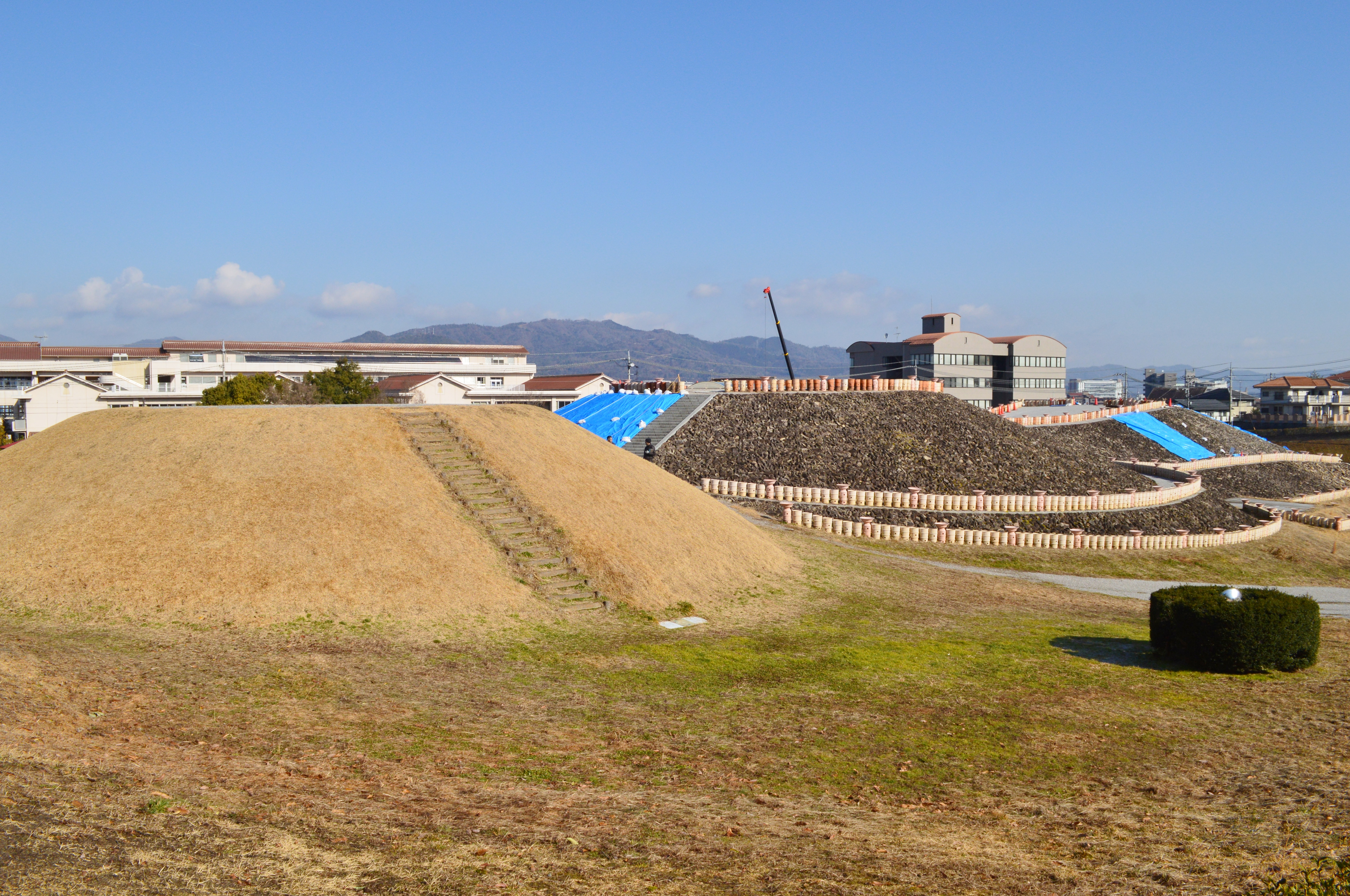
左に2号墳、右奥に1号墳

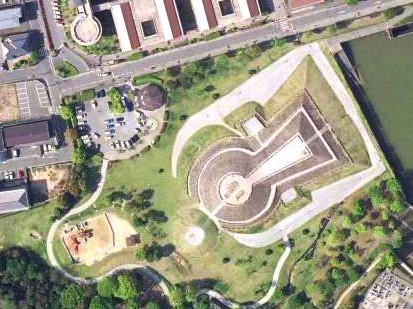
三ツ城古墳の空中写真。

三ツ城古墳（みつじょうこふん、三ッ城古墳）は、広島県東広島市西条中央にある古墳3基の総称。国の史跡に指定されている。
1号墳は広島県では最大規模の古墳で、5世紀前半（古墳時代中期）頃の築造と推定される。

## 概要
広島県中部、西条盆地南縁の八幡山から北に延びる丘陵先端部に営造された古墳群である。これまでに1954年（昭和26年）・1987-1991年度（昭和62-平成3年度）に発掘調査が実施されている。
3基のうち特に1号墳は、墳丘長約92メートルを測る、広島県内では最大規模の大型前方後円墳である。古墳時代中期の安芸地方を代表する首長墓と位置づけられ、特に『先代旧事本紀』「国造本紀」に見える阿岐国造と関連付ける説などが挙げられている。また2号墳は直径25メートルの円墳で1号墳の先行古墳であり、3号墳は2号墳の区画周溝の中に築造された古墳時代後期の楕円形墳である。
3基の古墳域は1982年（昭和57年）6月3日に国の史跡に指定されている。現在では保存復元工事のうえで三ツ城近隣公園として公開されている。

## 遺跡歴
- 1951年（昭和26年）、発掘調査（松崎寿和ら、1954年に報告書刊行）[3]。
- 1982年（昭和57年）6月3日、国の史跡に指定[2]。
- 1987-1991年度（昭和62-平成3年度）、保存整備事業に伴う発掘調査（東広島市教育委員会、1989-1991年に概報刊行・2004年に報告書刊行）[4]。
- 1990-1993年度（平成2-5年度）、保存復元工事[5]。
- 2001年（平成13年）1月29、史跡範囲の追加指定[2]。
- 2018年度（平成30年度）、保存修理工事[6]。

## 一覧

### 1号墳
1号墳（第1号古墳）は、三ツ城古墳群の主墳。形状は前方後円墳。
墳形は前方後円形で、前方部を東北東方向に向ける。墳丘は3段築成。墳丘の規模は次の通り。
- 墳丘長：約92メートル
- 後円部 - 3段築成。
  - 直径：約62メートル
  - 高さ：約13メートル
- 前方部 - 3段築成。
  - 幅：約66メートル

墳形は造山古墳（岡山県）の相似形とする説があるほか、墳丘長は広島県内では最大規模になる。墳丘外表では葺石のほか、円筒埴輪列（朝顔形埴輪含む）・形象埴輪（家形・蓋形・鶏形・水鳥形・盾形・靫形・冑形・短甲形埴輪など）が認められる。古墳全体としての埴輪の総数は約1,800本におよぶ。墳丘の左右くびれ部には造出を付し、須恵器・土師器が出土している。また墳丘周囲には深さ約1メートルの周濠（空濠）が巡らされる。
埋葬施設は後円部墳頂における箱式石棺3基である。3基のうち2基（1号・2号埋葬施設）は、石棺の周囲に石を組んで外槨を作り蓋石を置くという、独特の二重構造として構築されている。残る1基（3号埋葬施設）は通常の石棺埋葬であるが、石棺の外側に副葬品埋納用の坑を伴う。各埋葬施設からの出土品は次の通り。
- 1号埋葬施設：人骨1、玉類18、銅鏡1、鉄刀2
- 2号埋葬施設：人骨1、玉類4、櫛4、銅釧1、鉄刀1、鉄小刀2、鉄金具1
- 3号埋葬施設：玉類5、鉄剣2、鉄鉾1、鉄鏃80

築造時期は古墳時代中期の5世紀前半頃と推定される。

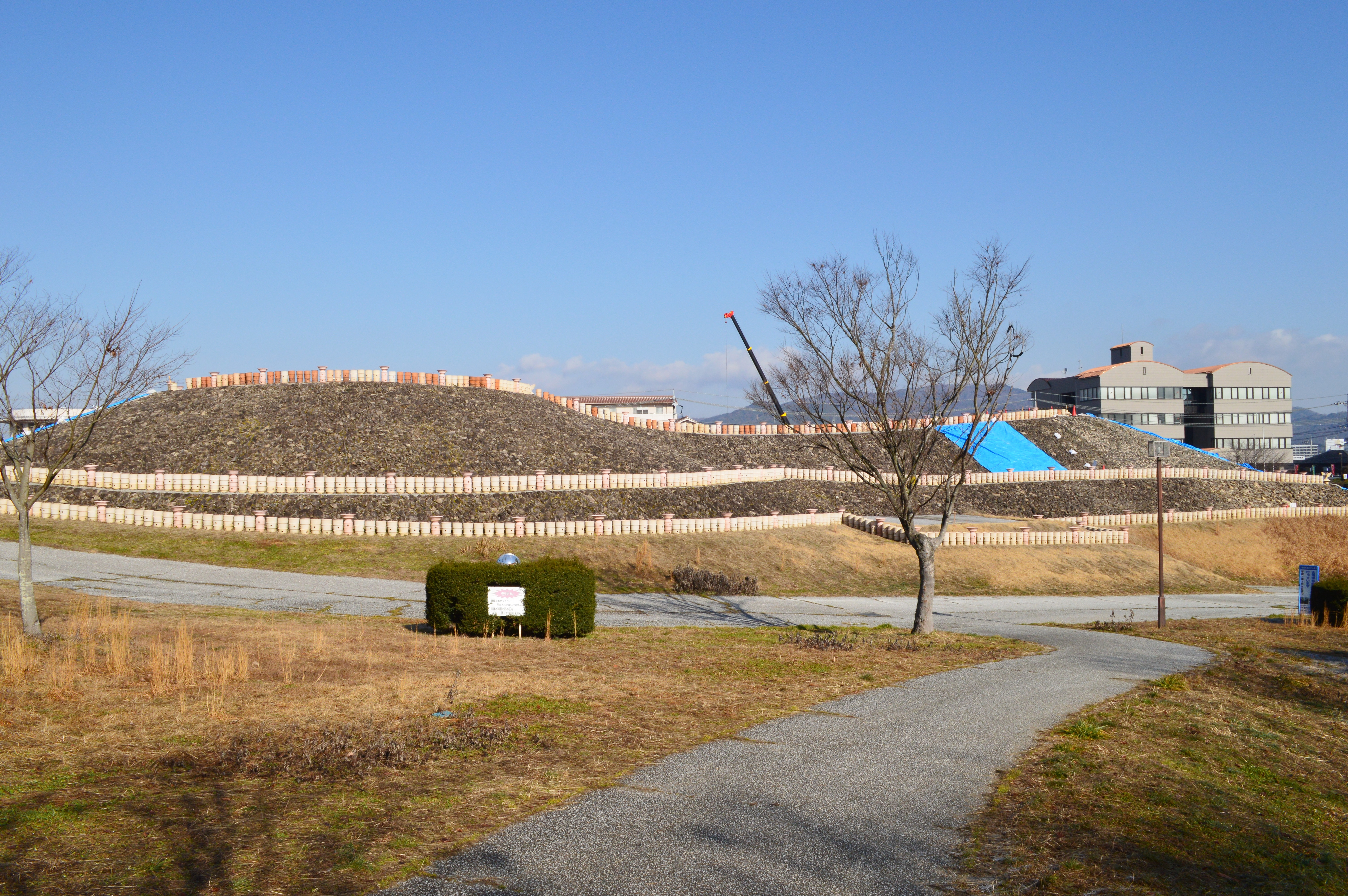
墳丘横景
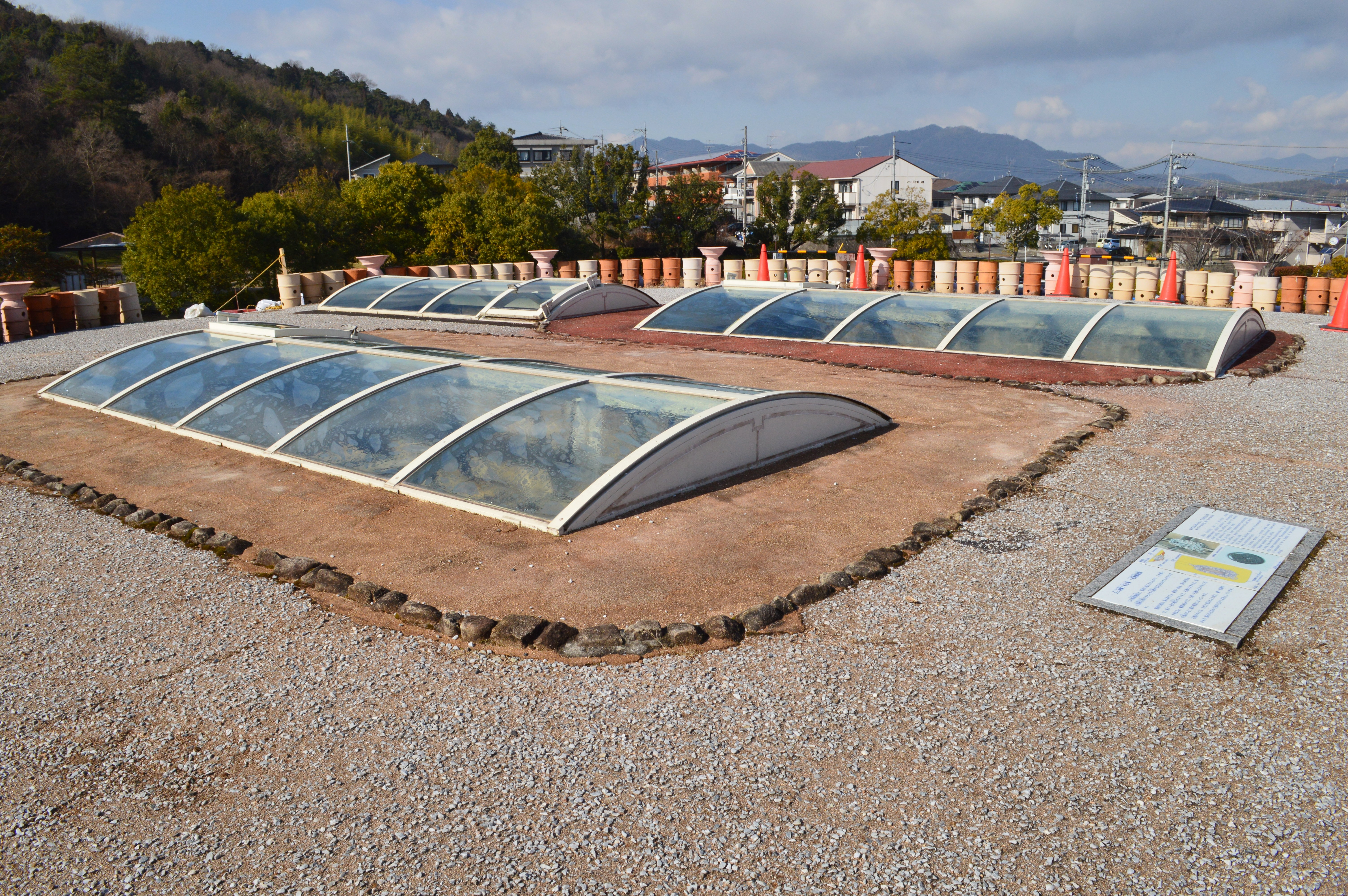
墳頂 手前に1号埋葬施設、右奥に2号埋葬施設、左奥に3号埋葬施設。
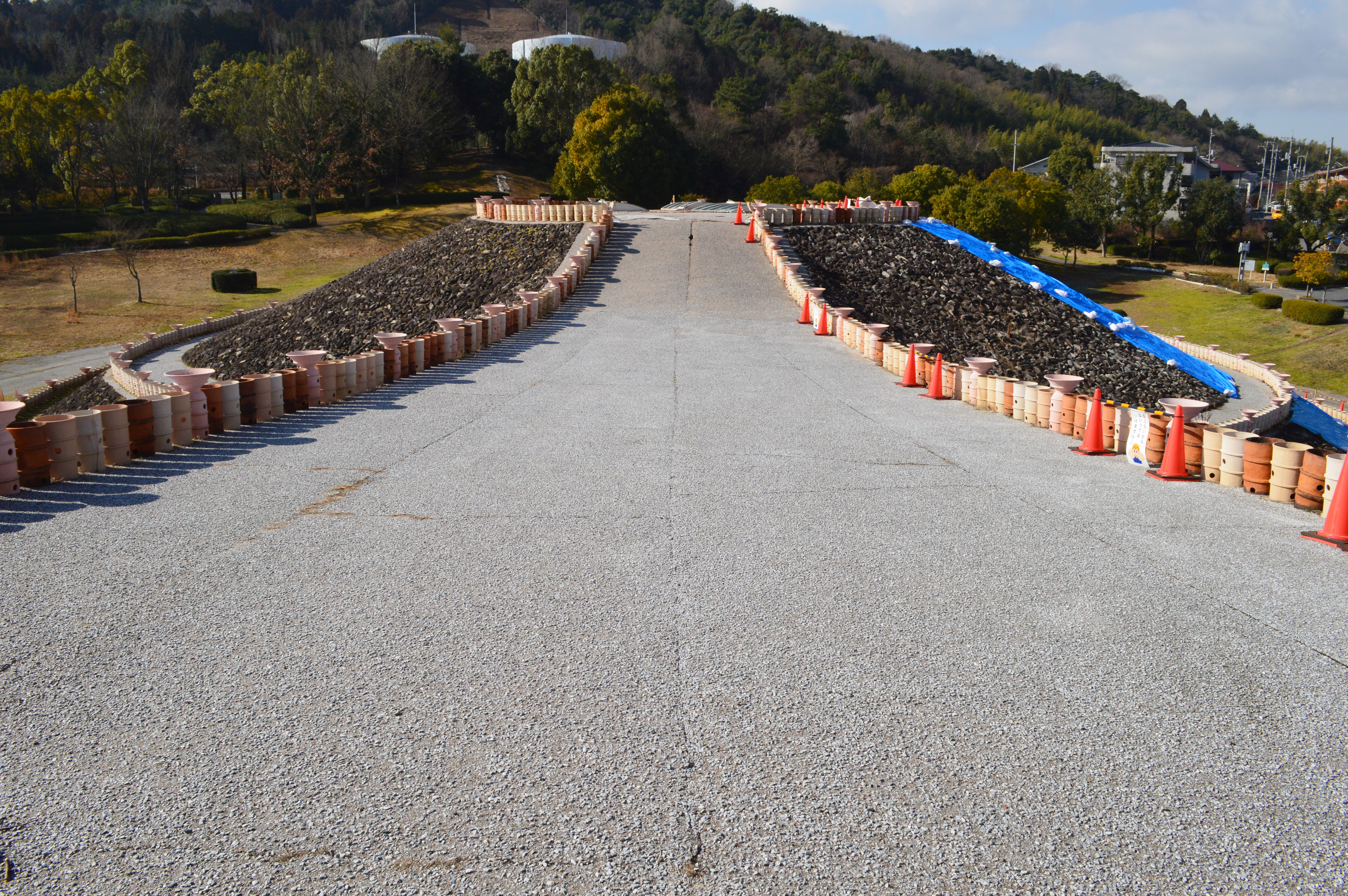
前方部から後円部を望む
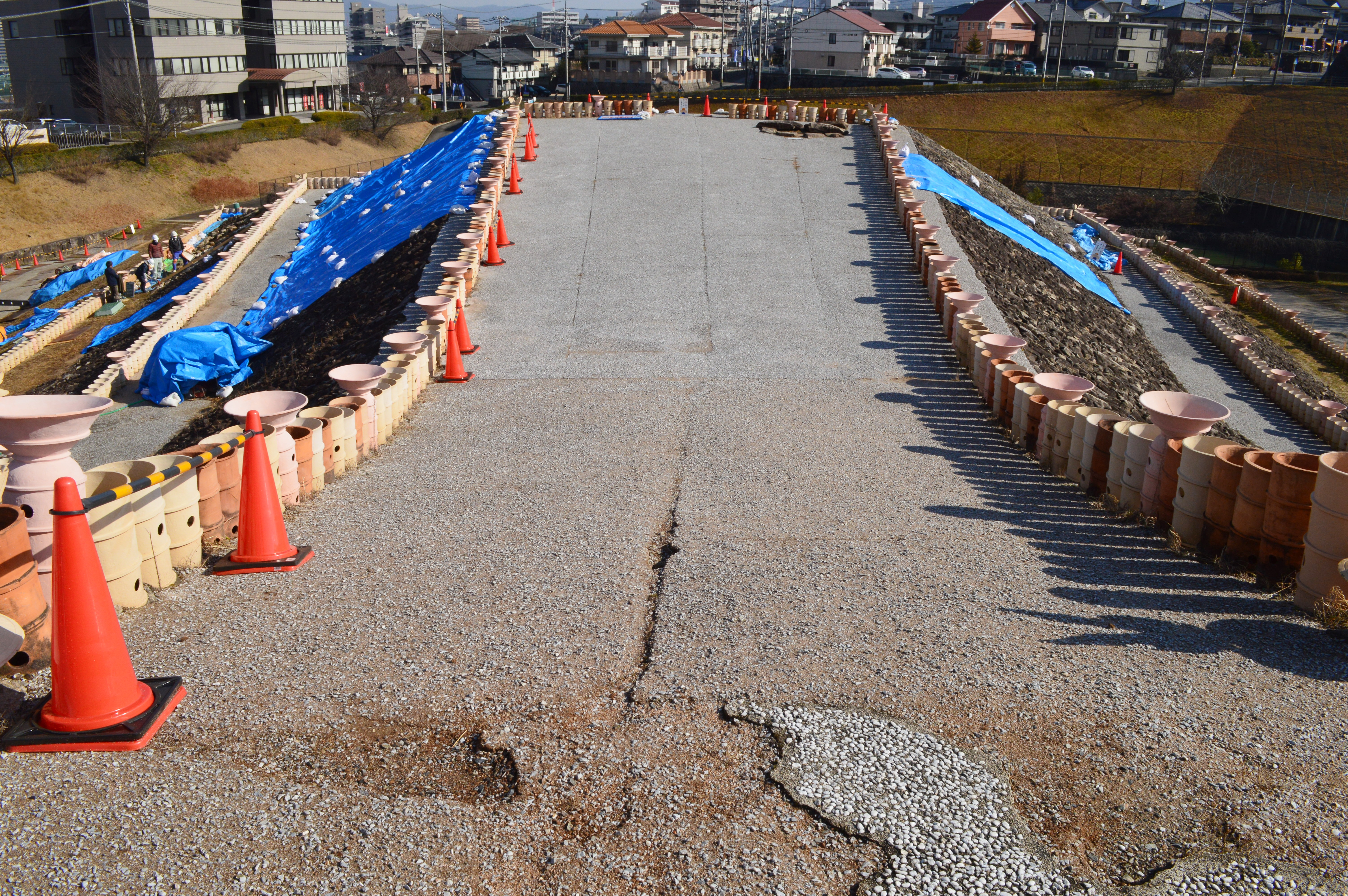
後円部から前方部を望む
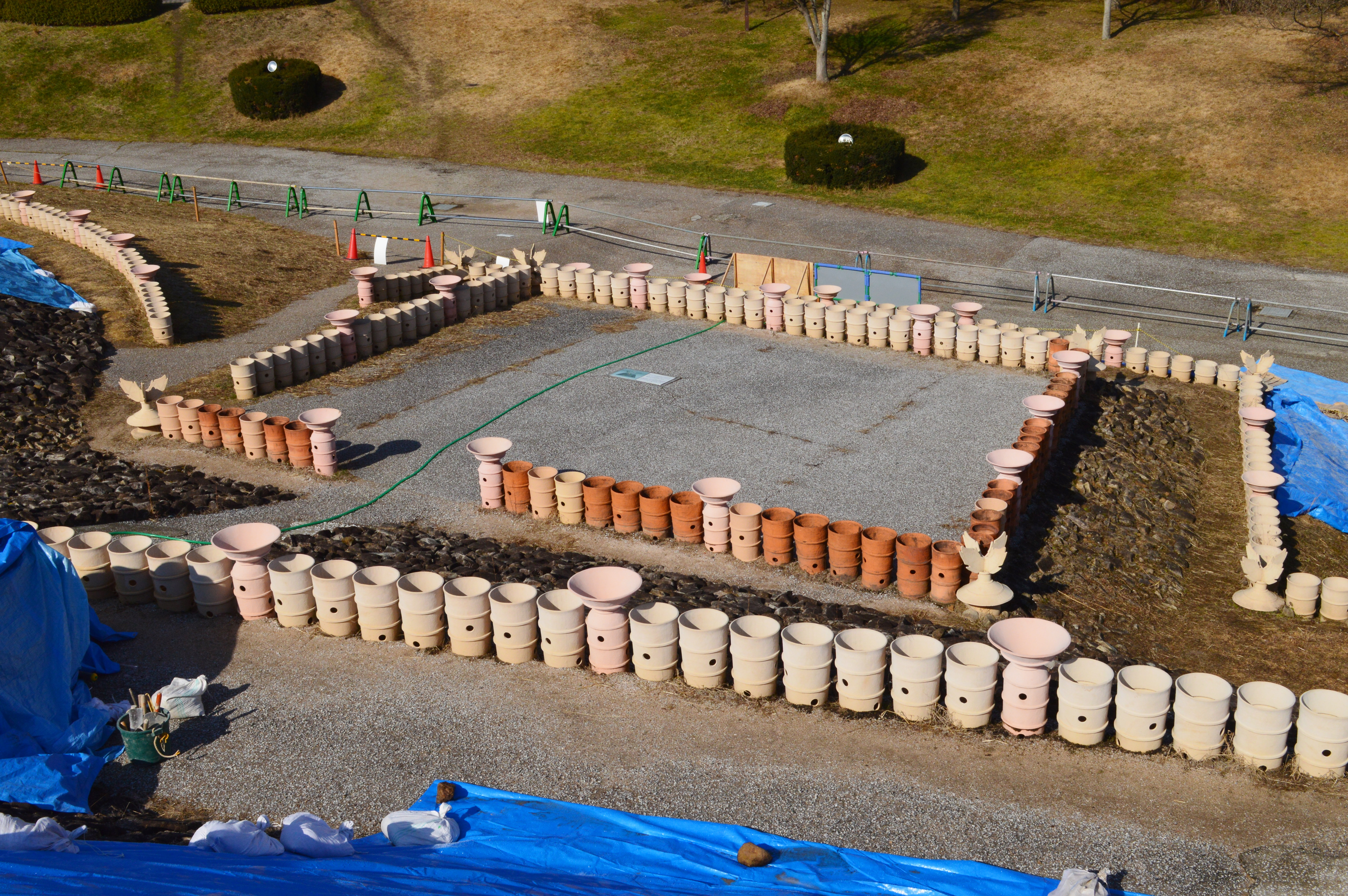
北造出
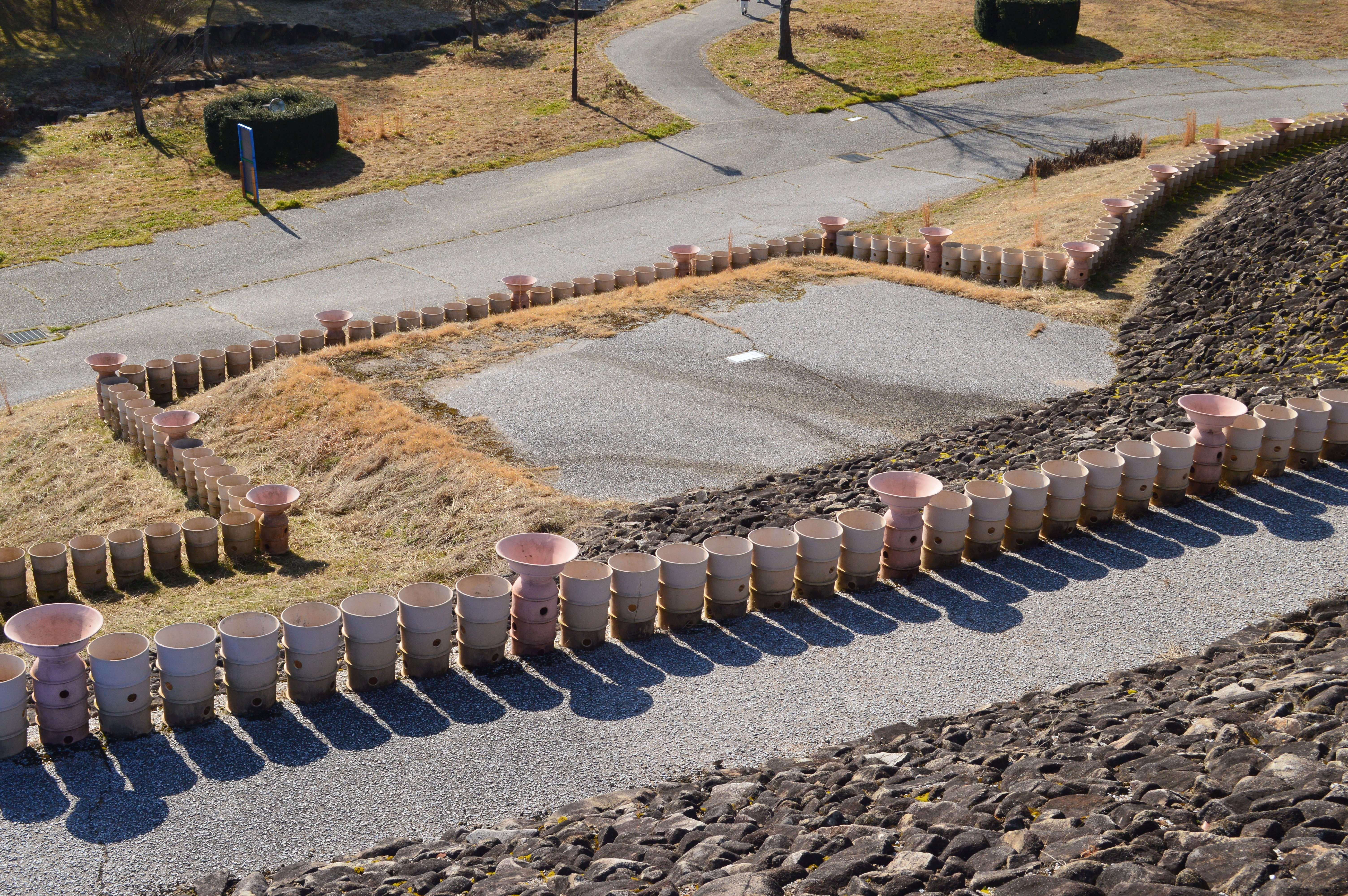
南造出
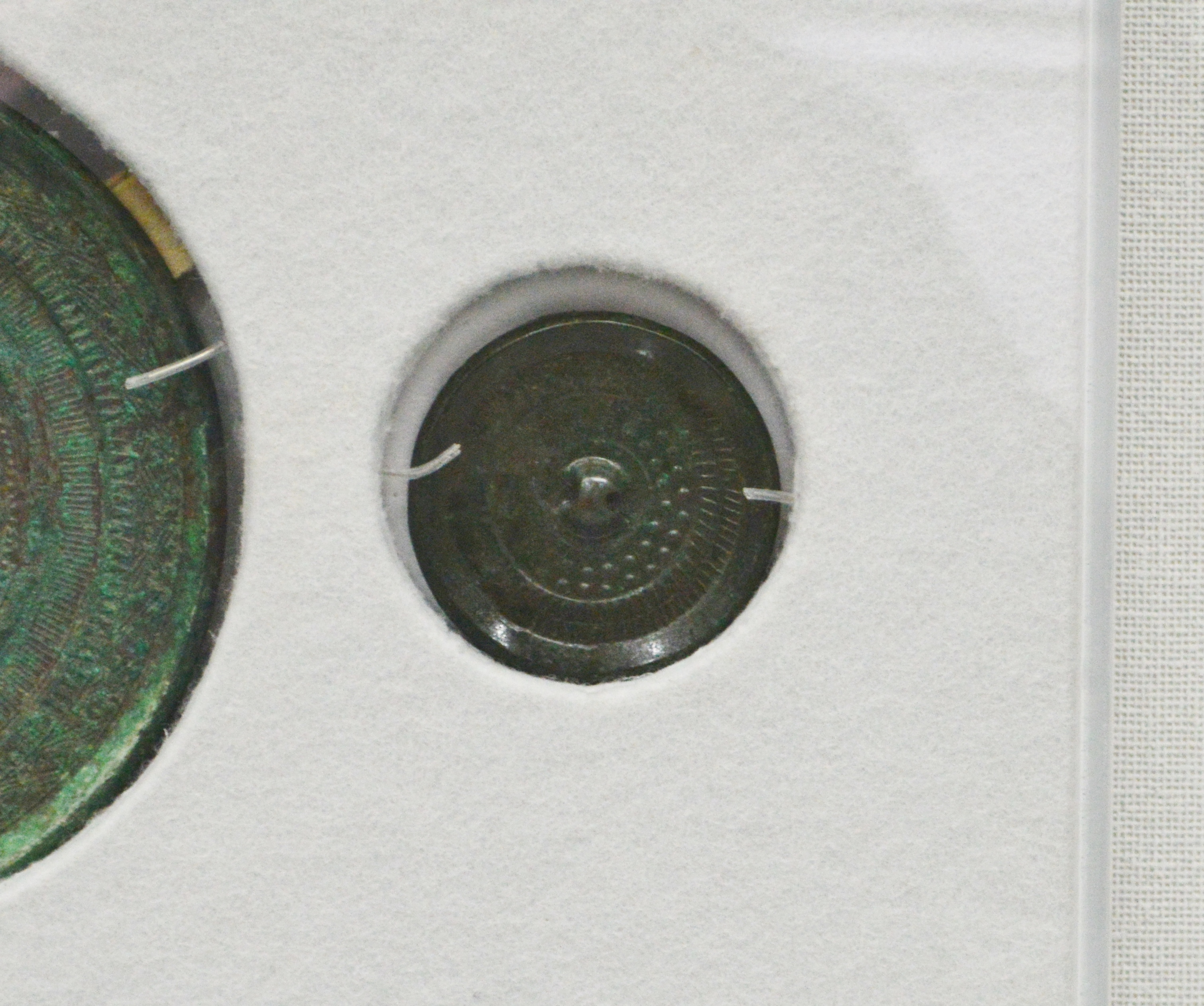
珠文鏡 三ツ城古墳ガイダンスコーナー展示。
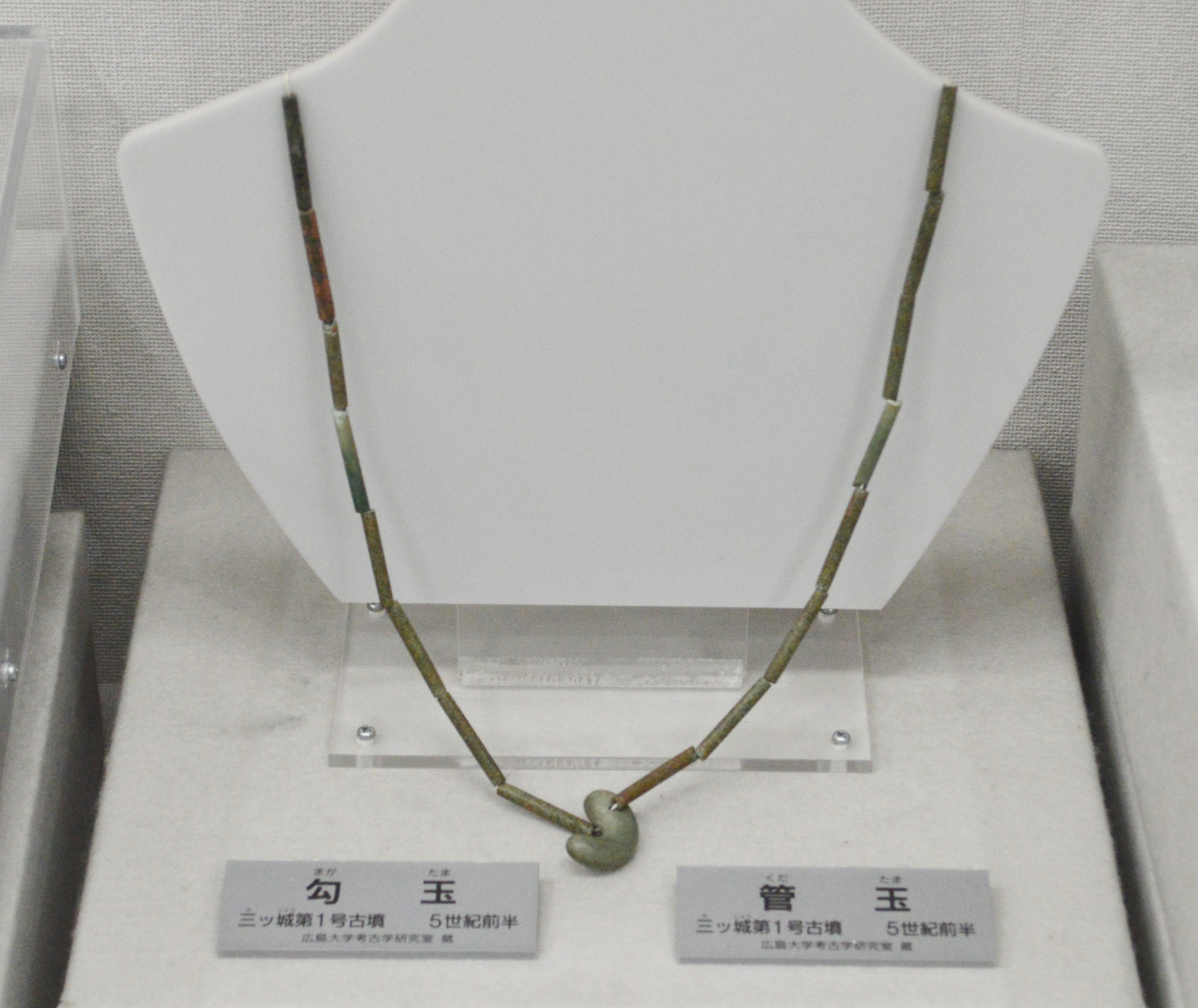
勾玉・管玉 三ツ城古墳ガイダンスコーナー展示。
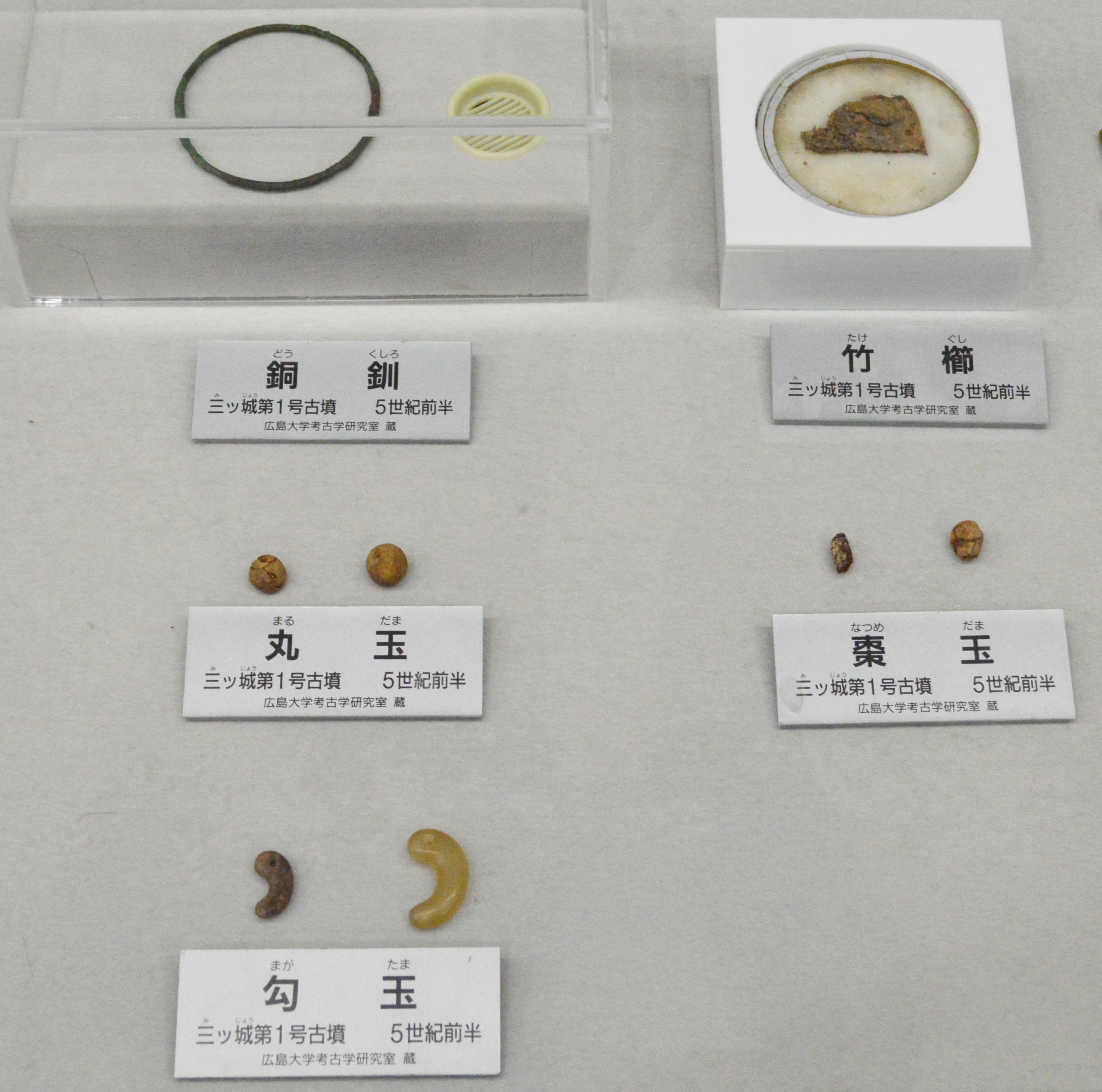
装身具 三ツ城古墳ガイダンスコーナー展示。
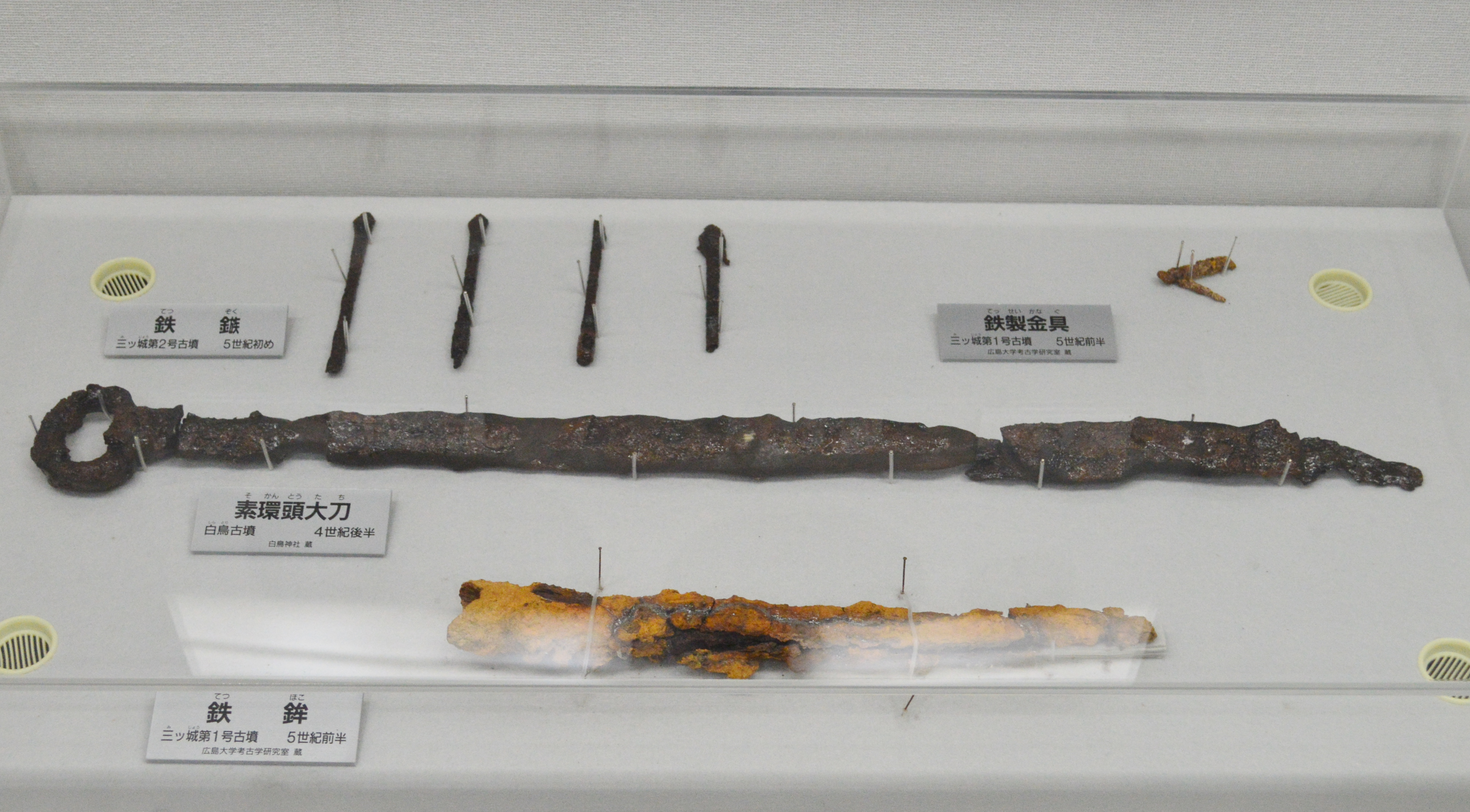
鉄製金具・鉄鉾、2号墳出土 鉄鏃 三ツ城古墳ガイダンスコーナー展示。
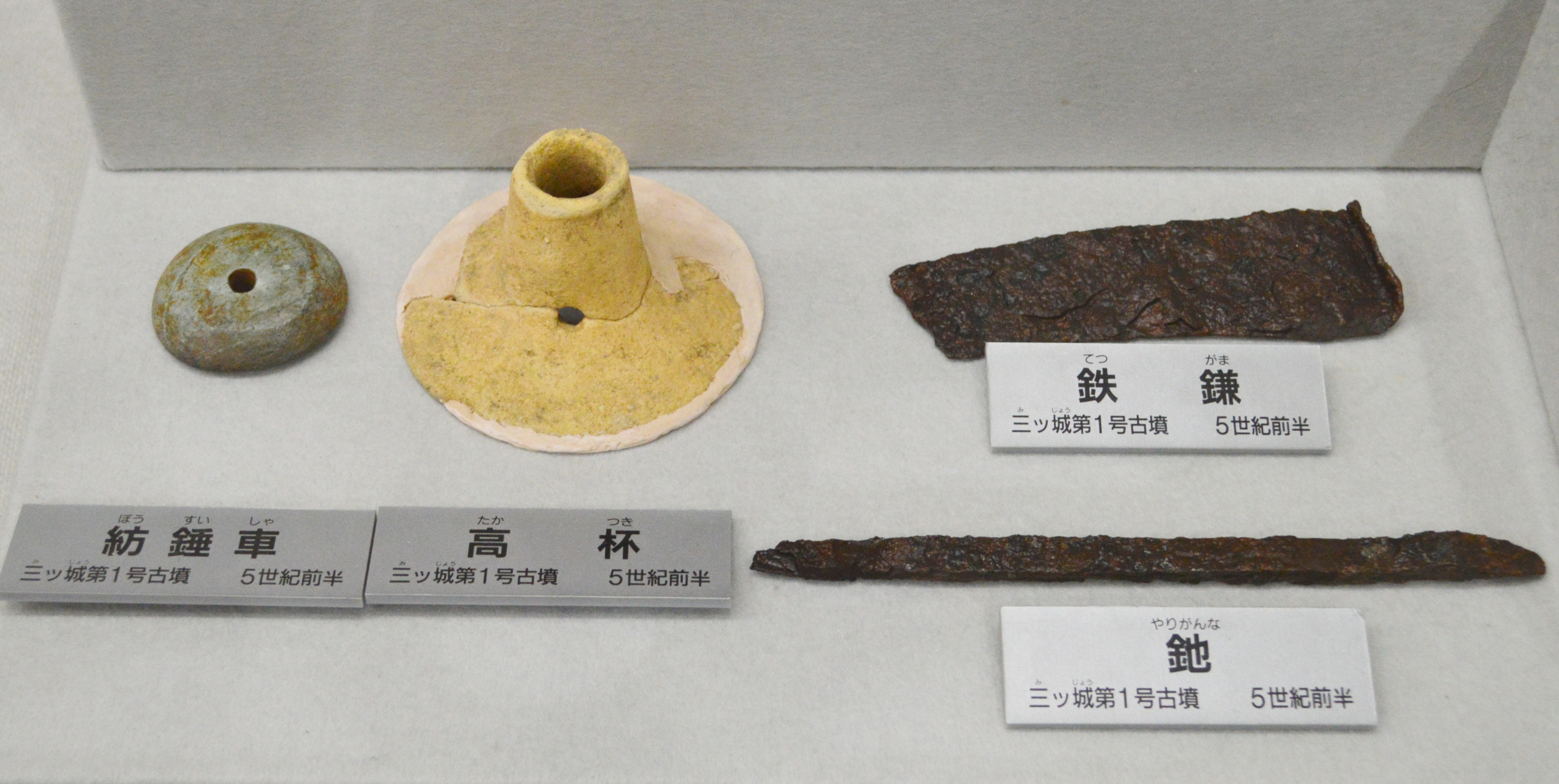
紡錘車・高坏・鉄鎌・鉇 三ツ城古墳ガイダンスコーナー展示。
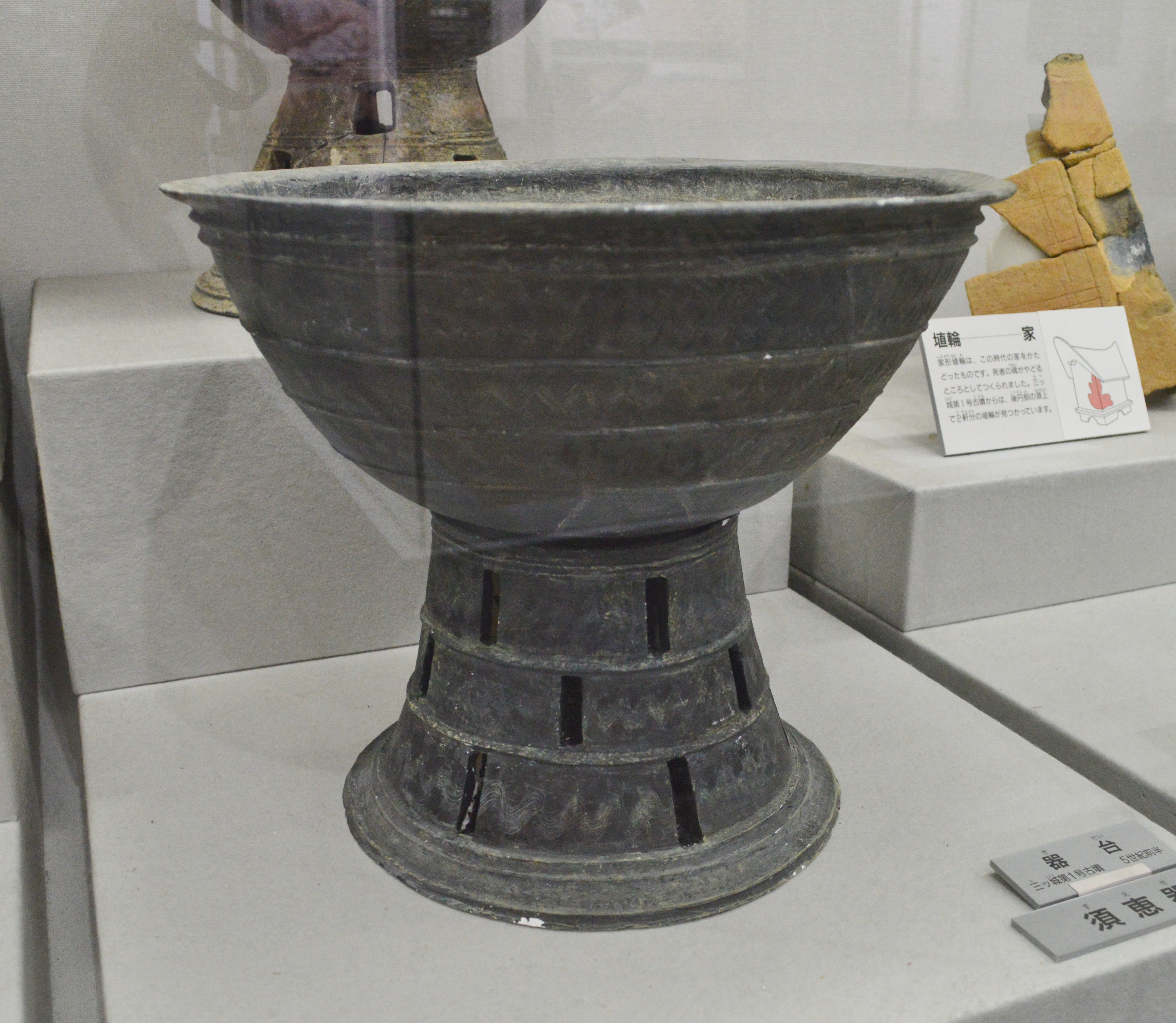
須恵器 三ツ城古墳ガイダンスコーナー展示。
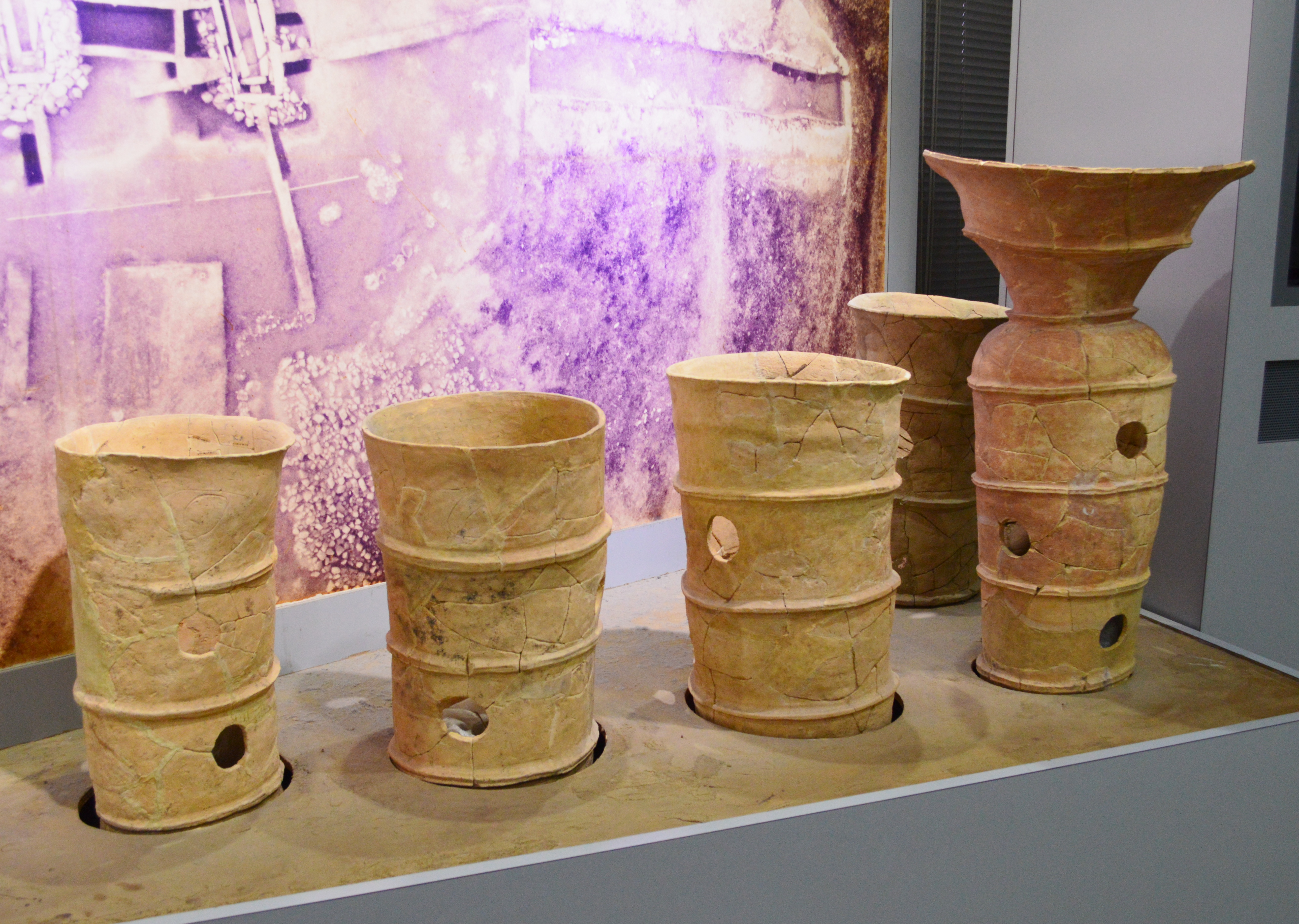
円筒埴輪 三ツ城古墳ガイダンスコーナー展示。
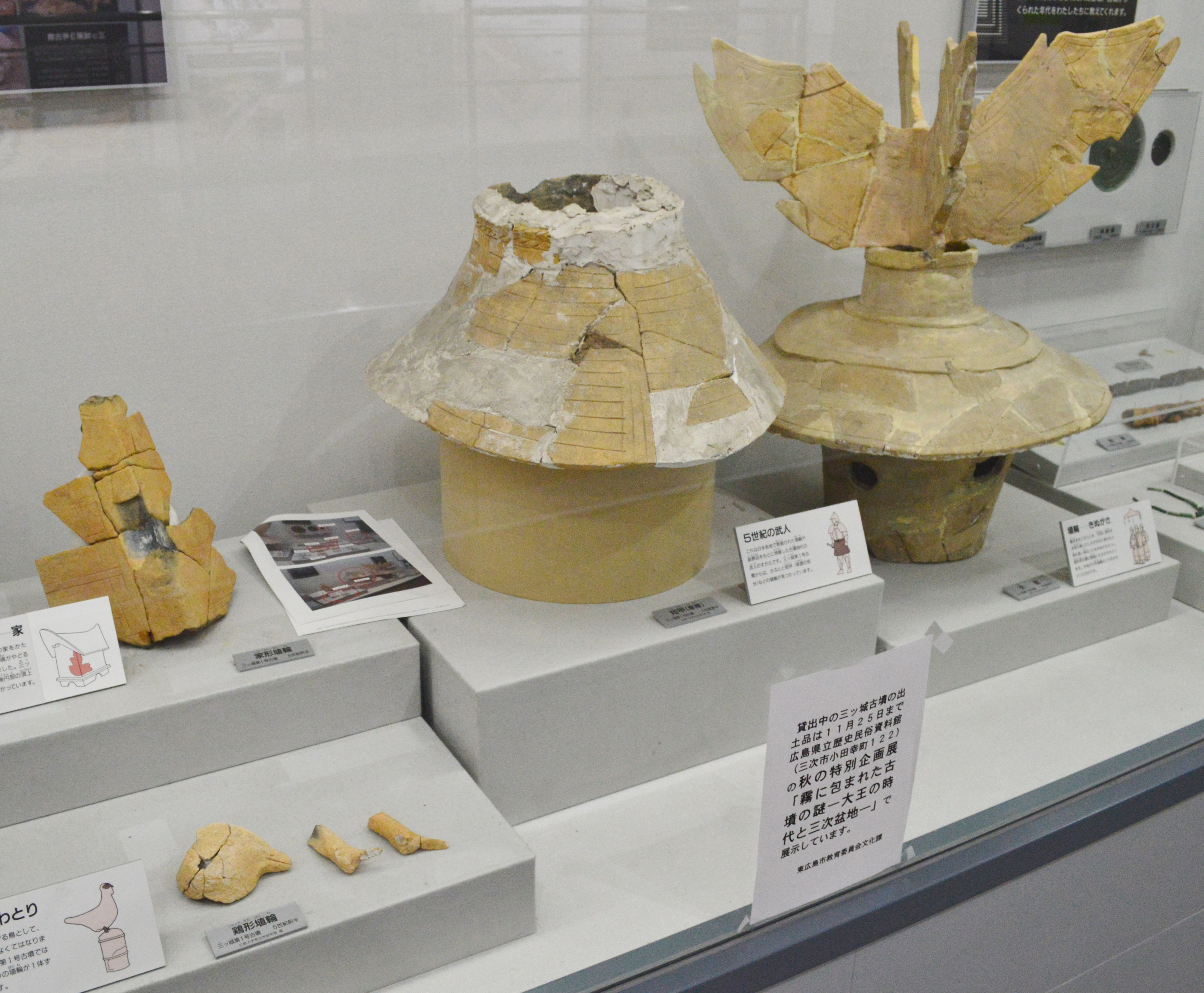
形象埴輪 三ツ城古墳ガイダンスコーナー展示。

### 2号墳

2号墳

2号墳（第2号古墳）は、1号墳の西にある古墳。形状は円墳。
墳形は円形で、直径約25メートル・高さ約4メートルを測る。墳丘外表で葺石が認められるが、埴輪は認められていない。埋葬施設は墳頂部における箱式石棺1基であるが、早い段階で石棺は失われているため詳細は明らかでない。
築造時期は古墳時代中期の5世紀前半頃で、1号墳にやや先行すると推定される。

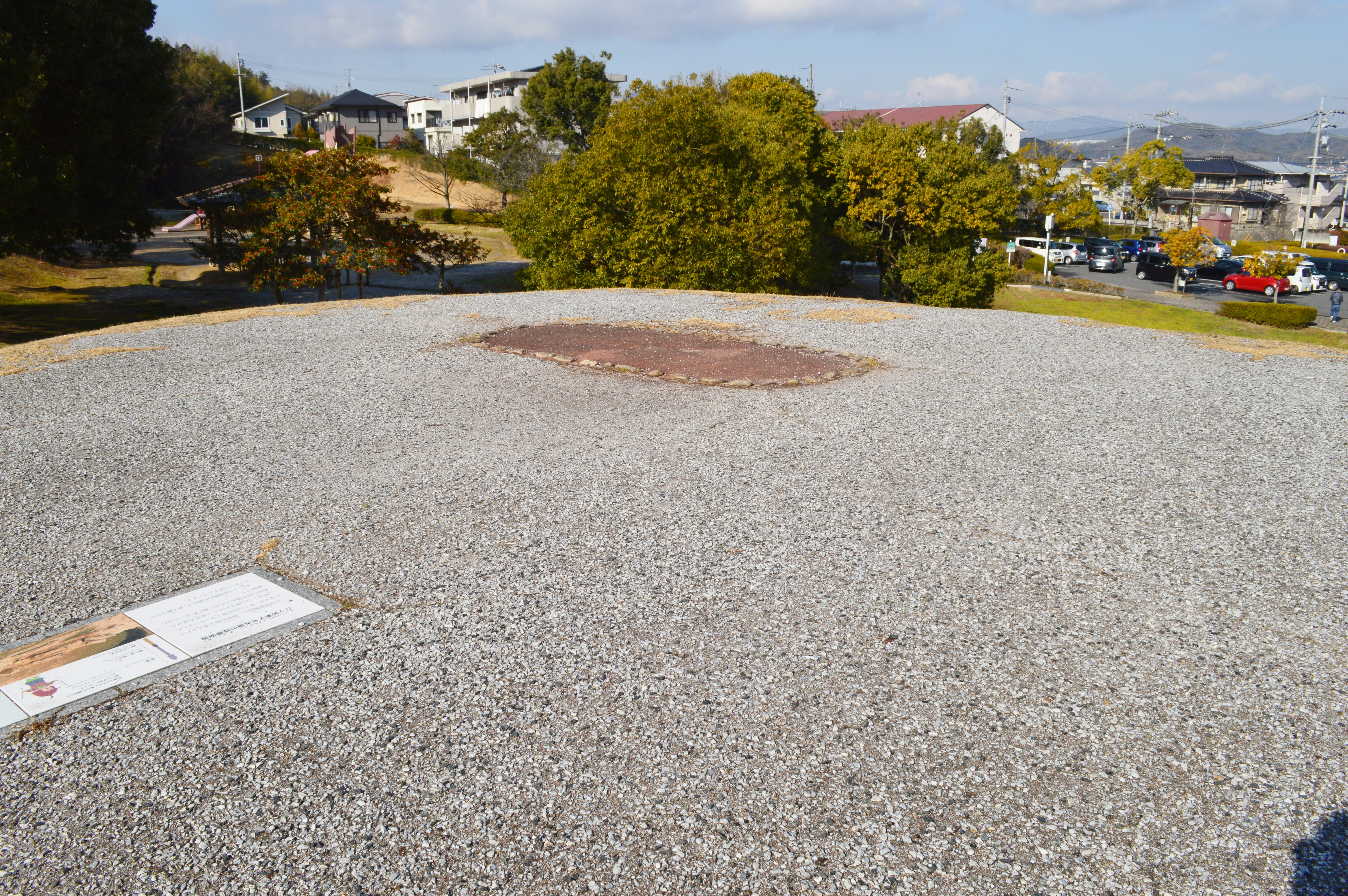
墳頂 中央に埋葬主体。

- 墳頂
中央に埋葬主体。

### 3号墳

3号墳

3号墳（第3号古墳）は、2号墳の西側において、南側丘陵と2号墳を区切る溝の中にある古墳。形状は楕円形墳。
墳形は楕円形で、長径約8メートル・短径約4メートル・高さ約1メートルを測る。埋葬施設は箱式石棺で、長さ約1.5メートル・幅0.2-0.5メートルを測る。石棺内で副葬品は認められていない。
築造時期は古墳時代後期の6世紀前半頃と推定される。

## 文化財

### 国の史跡
- 三ツ城古墳 - 1982年（昭和57年）6月3日指定、2001年（平成13年）1月29に史跡範囲の追加指定[2]。

## 現地情報
所在地
- 広島県東広島市西条中央7丁目（三ツ城近隣公園内）

交通アクセス
- 西日本旅客鉄道（JR西日本）山陽本線 西条駅から、芸陽バス（広島大学線）で「中央図書館前」バス停下車（下車後徒歩約5分）[7]

関連施設
- 三ツ城古墳パネル展示室 - 三ツ城近隣公園管理棟内。古墳解説パネルを展示。
- 三ツ城古墳ガイダンスコーナー - 東広島市立中央図書館内。三ツ城古墳出土品を展示。

周辺
- 助平古墳移築石室 - 三ツ城近隣公園内に移築。